# Lone Man
Lone Man (domorodački nazivi: Macéruwacash, Numank Maxana, Numakmaxena, Numak-Mahana; Only Man, One Man), Lone Man je mitski prvi ljudski i kulturni heroj plemena Mandan i Hidatsa. Radio je zajedno s kojotom na oblikovanju zemlje i podučavanju ljudi kako živjeti.